# الدوري الهولندي الممتاز 1946–47
الدوري الهولندي الممتاز 1946–47 (بالهولندية: Nederlands landskampioenschap voetbal 1946/47)‏ هو موسم من الدوري الهولندي الممتاز. أشرف على تنظيمه الاتحاد الملكي الهولندي لكرة القدم، وفاز فيه أياكس أمستردام.